# Ālangudi
Ālangudi är en ort i Indien.   Den ligger i distriktet Pudukkottai och delstaten Tamil Nadu, i den södra delen av landet, 2 000 km söder om huvudstaden New Delhi. Ālangudi ligger 81 meter över havet och antalet invånare är 10 617.
Terrängen runt Ālangudi är platt. Runt Ālangudi är det tätbefolkat, med 411 invånare per kvadratkilometer. Närmaste större samhälle är Pudukkottai, 18,0 km väster om Ālangudi. Omgivningarna runt Ālangudi är en mosaik av jordbruksmark och naturlig växtlighet.